# Papilio hectorides
Papilio hectorides là một loài bướm thuộc họ Bướm phượng (Papilionidae). 
Loài Papilio hectorides được mô tả năm 1794 bởi Esper. Loài bướm Papilio hectorides sinh sống ở Argentina, Paraguay, Uruguay và Brazil.

## Hình ảnh

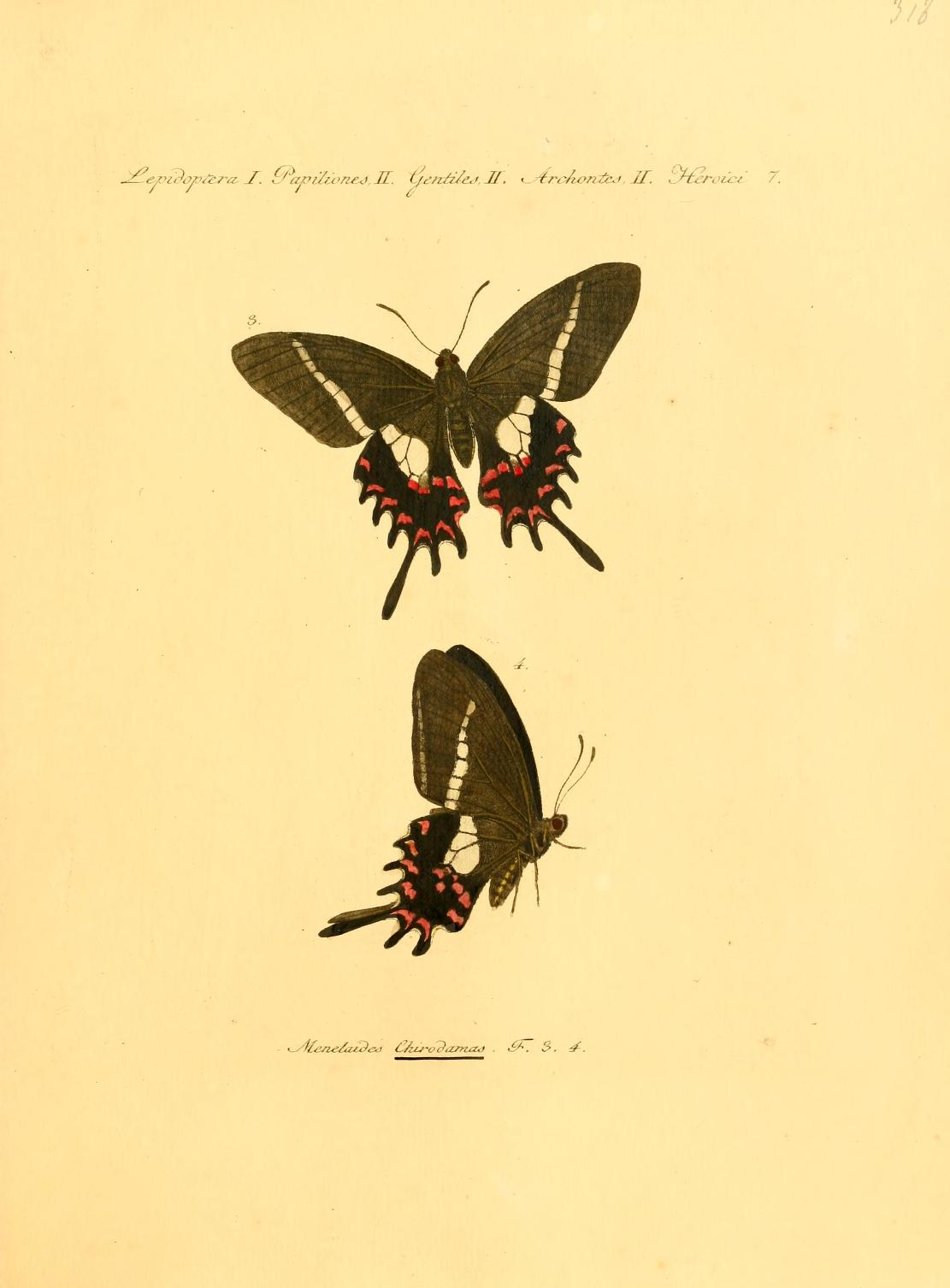
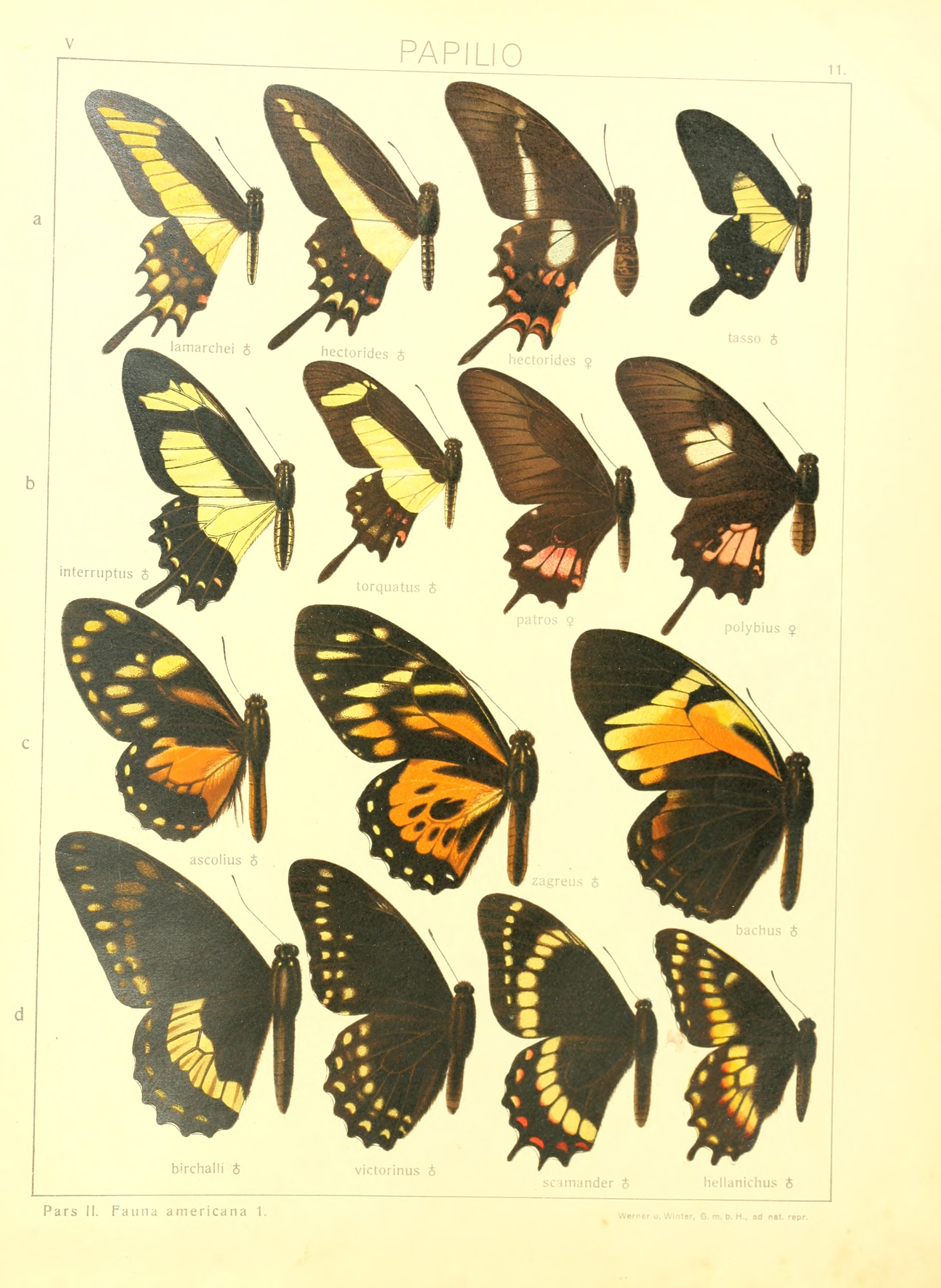

- Tập tin:Papilio hectorides.jpg